# Milton Mills
Milton Mills ist ein Census-designated place (CDP) in der Town of Milton im Strafford County im US-Bundesstaat New Hampshire. Die Volkszählung von 2020 erfasste 313 Einwohner. Der CDP wurde im Jahr 2010 erstmals vom Census definiert.

## Lage
Der Ort liegt bei den Koordinaten 43° 30' 13.96" Nord und 70° 57' 55.26" West auf einer Höhe von 150 Metern über dem Meeresspiegel am Salmon Falls River an der Grenze zu Maine. Die 2,2 km² große Fläche des Gebietes beinhaltet laut Census 0,02 km² Wasserfläche.